# Mistrzostwa Świata w Piłce Nożnej 1938 (eliminacje)
W eliminacjach do finałów Mistrzostw Świata w Piłce Nożnej 1938 we Francji wzięło udział 37 reprezentacji narodowych.

## Europa

### Grupa 1
| Poz | Zespół     | Pkt | M | W | R | P | Br+ | Br- | +/- |
| --- | ---------- | --- | - | - | - | - | --- | --- | --- |
| 1   | III Rzesza | 6   | 3 | 3 | 0 | 0 | 11  | 1   | +10 |
| 2   | Szwecja    | 4   | 3 | 2 | 0 | 1 | 11  | 7   | +4  |
| 3   | Estonia    | 2   | 3 | 1 | 0 | 2 | 4   | 11  | -7  |
| 4   | Finlandia  | 0   | 3 | 0 | 0 | 3 | 0   | 7   | -7  |

| 16 czerwca 1937 19:30 | Szwecja · Lennart Bunke 60', 82' · Erik Persson 65' · Kurt Svanström 68' | 4:00:0 | Finlandia | Råsundastadion, Sztokholm Widzów: 19544 Sędzia: Kolbjørn Dæhlen |
|                       |                                                                          |        |           |                                                                 |

| 20 czerwca 1937 | Szwecja · Gustaf Josefsson 7', 41' · Lennart Bunke 40' · Sven Jonasson 49' (k.) · Gustav Wetterström 73', 77', 84' | 7:23:2 | Estonia · 2' Georg Siimenson · 3' Heinrich Uukkivi | Råsundastadion, Sztokholm Widzów: 18270 Sędzia: Otto Remke |
|                 | |        |                                                    |                                                            |

| 29 czerwca 1937 | Finlandia | 0:2 | III Rzesza · 26' Ernst Lehner · 38' Adolf Urban | Töölön pallokenttä, Helsinki Widzów: 6619 Sędzia: Otto Remke |
|                 |           |     |                                                 |                                                              |

| 19 sierpnia 1937 | Finlandia | 0:10:0 | Estonia · 56' Richard Kuremaa | Turun Urheilupuisto, Turku Widzów: 4797 Sędzia: Ivan Eklind |
|                  |           |        |                               |                                                             |

| 29 sierpnia 1937 | III Rzesza · Ernst Lehner 50', 65' · Jupp Gauchel 53', 86' | 4:10:1 | Estonia · 34' Georg Siimenson | Horst-Wessel Stadion, Königsberg Widzów: 18000 Sędzia: Bruno Pfützner |
|                  |                                                            |        |                               |                                                                       |

| 21 listopada 1937 | III Rzesza · Otto Siffling 2', 57' · Fritz Szepan 8' · Helmut Schön 48', 63' | 5:02:0 | Szwecja | Altonaer Stadion, Hamburg Widzów: 51000 Sędzia: Bruno Pfützner |
|                   |                                                                              |        |         |                                                                |

### Grupa 2
| Poz | Zespół   | Pkt | M | W | R | P | Br+ | Br- | +/- |
| --- | -------- | --- | - | - | - | - | --- | --- | --- |
| 1   | Norwegia | 3   | 2 | 1 | 1 | 0 | 6   | 5   | +1  |
| 2   | Irlandia | 1   | 2 | 0 | 1 | 1 | 5   | 6   | -1  |

| 10 października 1937 | Norwegia · Reidar Kvammen 30', 64' · Alf Martinsen 78' | 3:21:1 | Irlandia · 37' Matty Geoghegan · 49' Jimmy Dunne | Ullevaal Stadion, Oslo Widzów: 19000 Sędzia: Peco Bauwens |
|                      |                                                        |        |                                                  |                                                           |

| 7 listopada 1937 | Irlandia · Jimmy Dunne 10' · Kevin O’Flanagan 62' · Henry Duggan 88' | 3:31:2 | Norwegia · 16', 33' Reidar Kvammen · 49' Alf Martinsen | Dalymount Park, Dublin Widzów: 27000 Sędzia: Thomas Gibbs |
|                  |                                                                      |        |                                                        |                                                           |

### Grupa 3
| Poz | Zespół     | Pkt | M | W | R | P | Br+ | Br- | +/- |
| --- | ---------- | --- | - | - | - | - | --- | --- | --- |
| 1   | Polska     | 2   | 2 | 1 | 0 | 1 | 4   | 1   | +3  |
| 2   | Jugosławia | 2   | 2 | 1 | 0 | 1 | 1   | 4   | -3  |

| 10 października 1937 | Polska · Leonard Piątek 3', 20' · Jerzy Wostal 57' · Ernest Wilimowski 78' | 4:02:0 | Jugosławia | Stadion Wojska Polskiego, Warszawa Widzów: 30000 Sędzia: Lucien Leclercq |
|                      |                                                                            |        |            |                                                                          |

| 3 kwietnia 1938 | Jugosławia · Blagoje Marjanović 61' | 1:00:0 | Polska | Stadion BSK, Belgrad Widzów: 26000 Sędzia: Rinadlo Barlassina |
|                 |                                     |        |        |                                                               |

### Grupa 4
| Poz | Zespół           | Pkt                        | M                          | W                          | R                          | P                          | Br+                        | Br-                        | +/-                        |
| --- | ---------------- | -------------------------- | -------------------------- | -------------------------- | -------------------------- | -------------------------- | -------------------------- | -------------------------- | -------------------------- |
| 1   | Rumunia          | awans                      | awans                      | awans                      | awans                      | awans                      | awans                      | awans                      | awans                      |
| 2   | Królestwo Egiptu | reprezentacja wycofała się | reprezentacja wycofała się | reprezentacja wycofała się | reprezentacja wycofała się | reprezentacja wycofała się | reprezentacja wycofała się | reprezentacja wycofała się | reprezentacja wycofała się |

Egipt zrezygnował, więc reprezentacja Rumunii awansowała do turnieju finałowego. 

### Grupa 5
| Poz | Zespół     | Pkt | M | W | R | P | Br+ | Br- | +/- |
| --- | ---------- | --- | - | - | - | - | --- | --- | --- |
| 1   | Szwajcaria | 2   | 1 | 1 | 0 | 0 | 2   | 1   | +1  |
| 2   | Portugalia | 0   | 1 | 0 | 0 | 1 | 1   | 2   | -1  |

| 1 maja 1938 | Szwajcaria · Georges Aeby 24' · Lauro Amadò1 29' | 2:12:0 | Portugalia · 72' (k.) Fernando Peyroteo | Stadio Civico Arena, Mediolan Widzów: 16000 Sędzia: Francesco Mattea |
|             |                                                  |        |                                         |                                                                      |

1 Możliwe, że bramkę zdobył André Abegglen

### Grupa 6

#### Runda 1
| Poz | Zespół    | Pkt | M | W | R | P | Br+ | Br- | +/- |
| --- | --------- | --- | - | - | - | - | --- | --- | --- |
| 1   | Grecja    | 4   | 2 | 2 | 0 | 0 | 4   | 1   | +3  |
| 2   | Palestyna | 0   | 2 | 0 | 0 | 2 | 1   | 4   | -3  |

| 22 stycznia 1938 15:00 | Palestyna · Peri Neufeld 361' | 1:31:2 | Grecja · 152', 303' Kleantis Wikielidis · 734' Antonis Migiakis | Stadion Machabejski, Tel Awiw-Jafa Widzów: 8000 Sędzia: Mohammed Youssef |
|                        |                               |        |                                                                 |                                                                          |

1 Możliwe, że bramka padła w 21 minucie

2 Możliwe, że bramka padła w 3 minucie

3 Możliwe, że bramka padła w 9 minucie. Możliwe, że bramkę strzelił Dimitris Baltatsis

4 Możliwe, że bramka padła w 51 minucie
| 20 lutego 1938 15:30 | Grecja · Kleantis Wikielidis 88' (k.) | 1:00:0 | Palestyna | Stadion im. Leoforosa Aleksandrasa, Ateny Widzów: 12000 Sędzia: Mika Popović |
|                      |                                       |        |           |                                                                              |

#### Runda 2
| Poz | Zespół | Pkt | M | W | R | P | Br+ | Br- | +/- |
| --- | ------ | --- | - | - | - | - | --- | --- | --- |
| 1   | Węgry  | 2   | 1 | 1 | 0 | 0 | 11  | 1   | +10 |
| 2   | Grecja | 0   | 1 | 0 | 0 | 1 | 1   | 11  | -10 |

| 25 marca 1938 | Węgry · Gyula Zsengellér 15', 23' (k), 25', 65', 81' · Pál Titkos 18', 75' · Jenő Vincze 26' · József Nemes 34', 40', 52' | 11:17:0 | Grecja · 89' Lefteris Makris | Hungária körúti stadion, Budapeszt Widzów: 20000 Sędzia: Denis Xifandu |
|               | |         |                              |                                                                        |

### Grupa 7
| Poz | Zespół         | Pkt | M | W | R | P | Br+ | Br- | +/- |
| --- | -------------- | --- | - | - | - | - | --- | --- | --- |
| 1   | Czechosłowacja | 3   | 2 | 1 | 1 | 0 | 7   | 1   | +6  |
| 2   | Bułgaria       | 1   | 2 | 0 | 1 | 1 | 1   | 7   | -6  |

| 7 listopada 1937 | Bułgaria · Georgi Paczedżiew 89' (k.) | 1:10:1 | Czechosłowacja · 44' Jan Říha | Stadion Junak, Sofia Widzów: 15000 Sędzia: Rinaldo Barlassina |
|                  |                                       |        |                               |                                                               |

| 24 kwietnia 1938 | Czechosłowacja · Ladislav Šimůnek 21', 79', 89' · Oldřich Nejedlý 57', 77' · Josef Ludl 73' | 6:01:0 | Bułgaria | Letenský Stadion, Praga Widzów: 28000 Sędzia: Pál von Hertzka |
|                  |                                                                                             |        |          |                                                               |

### Grupa 8

#### Runda 1
| Poz | Zespół | Pkt | M | W | R | P | Br+ | Br- | +/- |
| --- | ------ | --- | - | - | - | - | --- | --- | --- |
| 1   | Łotwa  | 4   | 2 | 2 | 0 | 0 | 9   | 3   | +6  |
| 2   | Litwa  | 0   | 2 | 0 | 0 | 2 | 3   | 9   | -6  |

| 29 lipca 1937 | Łotwa · Fricis Kaņeps 19', 52', 83' · Iļja Vestermans 50' | 4:21:0 | Litwa · 79' Juozas Gudelis · 90' Jonas Paulionis | ASK stadions, Ryga Widzów: 10000 Sędzia: Gustaf Krist |
|               |                                                           |        |                                                  |                                                       |

| 3 września 1937 | Litwa · Jonas Paulionis 72' | 1:50:4 | Łotwa · 4', 45' (k) Fricis Kaņeps · 11', 30' Vaclavs Borduško · 67' Iļja Vestermans | Valstybinis stadionas, Kowno Widzów: 10000 Sędzia: Hans Frankenstein |
|                 |                             |        |                                                                                     |                                                                      |

#### Runda 2
| Poz | Zespół  | Pkt | M | W | R | P | Br+ | Br- | +/- |
| --- | ------- | --- | - | - | - | - | --- | --- | --- |
| 1   | Austria | 2   | 1 | 1 | 0 | 0 | 2   | 1   | +1  |
| 2   | Łotwa   | 0   | 1 | 0 | 0 | 1 | 1   | 2   | -1  |

| 5 października 1937 | Austria · Camillo Jerusalem 15' · Franz Binder 34' | 2:1 | Łotwa · 6' Iļja Vestermans | Praterstadion, Wiedeń Widzów: 10000 Sędzia: Pál von Hercka |
|                     |                                                    |     |                            |                                                            |

 Austria zakwalifikowała się do turnieju finałowego, jednak nie przystąpiła do niego w wyniku Anchlussu. Wolne miejsce zaoferowano drużynie  Anglii, jednak ta odmówiła jego przyjęcia.

### Grupa 9
| Poz | Zespół     | Pkt | M | W | R | P | Br+ | Br- | +/- |
| --- | ---------- | --- | - | - | - | - | --- | --- | --- |
| 1   | Holandia   | 3   | 2 | 1 | 1 | 0 | 5   | 1   | +4  |
| 2   | Belgia     | 3   | 2 | 1 | 1 | 0 | 4   | 3   | +1  |
| 3   | Luksemburg | 0   | 2 | 0 | 0 | 2 | 2   | 7   | -5  |

| 28 listopada 1937 | Holandia · Kick Smit 29' · Piet de Boer 68', 78', 82' | 4:01:0 | Luksemburg | Stadion Feyenoord, Rotterdam Widzów: 40000 Sędzia: Karl Weingartner |
|                   |                                                       |        |            |                                                                     |

| 13 marca 1938 | Luksemburg · Camille Libar 4' · Gustave Kemp 33' | 2:32:1 | Belgia · 19' Bernard Voorhoof · 55' Raymond Braine · 59' François De Vries | Stade Municipal, Luksemburg Widzów: 11200 Sędzia: Georges Capdeville |
|               |                                                  |        |                                                                            |                                                                      |

| 3 kwietnia 1938 | Belgia · Henri Isemborghs 53' | 1:10:1 | Holandia · 37' Henk van Spaandonck | Bosuilstadion, Antwerpia Widzów: 47660 Sędzia: Arthur Jewell |
|                 |                               |        |                                    |                                                              |

## Ameryka Północna i Południowa

### Grupa 10
| Poz | Zespół    | Pkt                        | M                          | W                          | R                          | P                          | Br+                        | Br-                        | +/-                        |
| --- | --------- | -------------------------- | -------------------------- | -------------------------- | -------------------------- | -------------------------- | -------------------------- | -------------------------- | -------------------------- |
| -   | Brazylia  | awans                      | awans                      | awans                      | awans                      | awans                      | awans                      | awans                      | awans                      |
| -   | Argentyna | reprezentacja wycofała się | reprezentacja wycofała się | reprezentacja wycofała się | reprezentacja wycofała się | reprezentacja wycofała się | reprezentacja wycofała się | reprezentacja wycofała się | reprezentacja wycofała się |

 Argentyna zrezygnowała z udziału w kwalifikacjach,  Brazylia zakwalifikowała się do turnieju.

### Grupa 11
| Poz | Zespół             | Pkt                        | M                          | W                          | R                          | P                          | Br+                        | Br-                        | +/-                        |
| --- | ------------------ | -------------------------- | -------------------------- | -------------------------- | -------------------------- | -------------------------- | -------------------------- | -------------------------- | -------------------------- |
| -   | Kuba               | awans                      | awans                      | awans                      | awans                      | awans                      | awans                      | awans                      | awans                      |
| -   | Kolumbia           | reprezentacja wycofała się | reprezentacja wycofała się | reprezentacja wycofała się | reprezentacja wycofała się | reprezentacja wycofała się | reprezentacja wycofała się | reprezentacja wycofała się | reprezentacja wycofała się |
| -   | Kostaryka          | reprezentacja wycofała się | reprezentacja wycofała się | reprezentacja wycofała się | reprezentacja wycofała się | reprezentacja wycofała się | reprezentacja wycofała się | reprezentacja wycofała się | reprezentacja wycofała się |
| -   | Gujana Holenderska | reprezentacja wycofała się | reprezentacja wycofała się | reprezentacja wycofała się | reprezentacja wycofała się | reprezentacja wycofała się | reprezentacja wycofała się | reprezentacja wycofała się | reprezentacja wycofała się |
| -   | Salwador           | reprezentacja wycofała się | reprezentacja wycofała się | reprezentacja wycofała się | reprezentacja wycofała się | reprezentacja wycofała się | reprezentacja wycofała się | reprezentacja wycofała się | reprezentacja wycofała się |
| -   | Meksyk             | reprezentacja wycofała się | reprezentacja wycofała się | reprezentacja wycofała się | reprezentacja wycofała się | reprezentacja wycofała się | reprezentacja wycofała się | reprezentacja wycofała się | reprezentacja wycofała się |
| -   | Stany Zjednoczone  | reprezentacja wycofała się | reprezentacja wycofała się | reprezentacja wycofała się | reprezentacja wycofała się | reprezentacja wycofała się | reprezentacja wycofała się | reprezentacja wycofała się | reprezentacja wycofała się |

 Kolumbia,  Kostaryka,  Gujana Holenderska,  Salwador,  Meksyk i  Stany Zjednoczone wycofały się z eliminacji, więc  Kuba awansowała do Mistrzostw Świata.

## Azja

### Grupa 12
| Poz | Zespół                       | Pkt                        | M                          | W                          | R                          | P                          | Br+                        | Br-                        | +/-                        |
| --- | ---------------------------- | -------------------------- | -------------------------- | -------------------------- | -------------------------- | -------------------------- | -------------------------- | -------------------------- | -------------------------- |
| -   | Holenderskie Indie Wschodnie | awans                      | awans                      | awans                      | awans                      | awans                      | awans                      | awans                      | awans                      |
| -   | Japonia                      | reprezentacja wycofała się | reprezentacja wycofała się | reprezentacja wycofała się | reprezentacja wycofała się | reprezentacja wycofała się | reprezentacja wycofała się | reprezentacja wycofała się | reprezentacja wycofała się |

 Japonia zrezygnowała z udziału w kwalifikacjach, więc  Holenderskie Indie Wschodnie awansowały do Mistrzostw Świata.

## Awans
| Drużyna                      | Grupa kwalifikacyjna | Liczba występów do tej pory | Najlepszy wynik      | Ostatni występ |
| ---------------------------- | -------------------- | --------------------------- | -------------------- | -------------- |
| Austria                      | Grupa 8              | 1                           | 4 miejsce (1934)     | 1934           |
| Belgia                       | Grupa 9              | 2                           | 1 runda (1930, 1934) | 1934           |
| Brazylia                     | Grupa 10             | 2                           | 1 runda (1930, 1934) | 1934           |
| Czechosłowacja               | Grupa 7              | 1                           | 2 miejsce (1934)     | 1934           |
| Francja                      | gospodarz            | 2                           | 1 runda (1930, 1934) | 1934           |
| Holandia                     | Grupa 9              | 1                           | 1 runda (1934)       | 1934           |
| Holenderskie Indie Wschodnie | Grupa 12             | debiutant                   | debiutant            | debiutant      |
| Kuba                         | Grupa 11             | debiutant                   | debiutant            | debiutant      |
| III Rzesza                   | Grupa 1              | 1                           | 3 miejsce (1934)     | 1934           |
| Norwegia                     | Grupa 2              | debiutant                   | debiutant            | debiutant      |
| Polska                       | Grupa 3              | debiutant                   | debiutant            | debiutant      |
| Rumunia                      | Grupa 4              | 2                           | 1 runda (1930, 1934) | 1934           |
| Szwajcaria                   | Grupa 5              | 1                           | Ćwierćfinał (1934)   | 1934           |
| Szwecja                      | Grupa 1              | 1                           | Ćwierćfinał (1934)   | 1934           |
| Węgry                        | Grupa 6              | 1                           | Ćwierćfinał (1934)   | 1934           |
| Włochy                       | obrońca tytułu       | 1                           | Mistrzostwo (1934)   | 1934           |